# Associazione delle Donne della Repubblica Islamica
L'Associazione delle donne della Repubblica islamica (in iraniano: جمعیت زنان جمهوری اسلامی; in inglese: Association of the Women of the Islamic Republic) è un partito politico iraniano. È stato fondato nel 1987.